# Fort Moultrie Torpedo Storehouse
La Fort Moultrie Torpedo Storehouse est un ancien entrepôt de torpilles à Sullivan's Island, dans le comté de Charleston, en Caroline du Sud. Située non loin du fort Moultrie au sein du Fort Sumter and Fort Moultrie National Historical Park, elle accueille aujourd'hui des bureaux du National Park Service. C'est une propriété contributrice au district historique de Moultrieville depuis la création de ce district historique le 6 septembre 2007.